# Sundhedsrum
Et sundhedsrum er et offentligt eller privat tilbud med det formål at tage hånd om de sociale og sundhedsfaglige behov, der er forbundet med at have et stofmisbrug.
Et stofindtagelsesrum (også kaldet fixerum eller brugerrum) er et sted, typisk tilsluttet et sundhedsrum, hvor personer med stofmisbrug, under overvågning af sundhedsfagligt eller socialpædagogisk personale, kan indtage medbragt narkotika under sanitære forhold, og dermed undgå følgesygdomme og dødsfald. Handel med stoffer er ikke tilladt i stofindtagelsesrum.
I Danmark blev det første formelle sundhedsrum oprettet i 2007, og de første legale stofindtagelsesrum oprettet i 2012.
Erfaringen fra både Danmark og udlandet er at dødsfald som følge af overdosis kan fuldstændigt undgås i stofindtagelsesrum.
Det totale antal narkotikarelaterede dødsfald i Danmark har dog siden 1995 ligget stabilt på omkring 250 om året.

## Historie
Reden i København åbnede et (uautoriseret) stofindtagelsesrum i 1995. I 1997 bad sundhedsminister Birte Weiss Narkotikarådet (en del af Socialministeriet) om at undersøge muligheder for skadesreduktion blandt stofmisbrugere, og i sit svar i januar 1998 anbefalde Narkotikarådet en legalisering af stofindtagelsesrum, bl.a. baseret på erfaringerne fra Reden.
Sundhedsministeriet lurepassede ved at anmode INCB (International Narcotics Control Board) om en udtalelse, uden tvivl velvidende at INCBs holdning var at en legalisering ville være i strid med de internationale narkotikakonventioner (INCBs årsrapport for 1999 sammenlignede således legale stofindtagelsesrum med fordums tids opiumshuler).
Sundhedsministeriet gik herefter ikke videre med Narkotikarådets anbefaling. Året efter tiltrådte en ny regering, som nedlagde Narkotikarådet og indførte en såkaldt "nul-tolerance"-politik over for narkotika.
En række private organisationer og individer, såsom den sociale iværksætter Michael Lodberg Olsen, igangsatte i de følgende år flere uofficielle tiltag, herunder Cafe Dugnad som i 1½ år fungerede som cafe med fixe- og rygerum for stofbrugere på Vesterbro samt et privat fixerum i Reveltlovsgade. Dugnad blev lukket af Københavns Kommune og det private fixerum blev lukket af lokale beboere med en fodgedom, men resulterede i at der fra sommeren 2007 blev iværksat et 3-årigt forsøgsprojekt med et sundhedsrum og et åbent værested til Vesterbros stofbrugere.
I september 2011 etablerede Foreningen Fixerum ved hjælp af over 150 frivillige et mobilt fixerum, den såkaldte Fixelance, og i 2012 blev stofindtagelsesrum legaliseret, og fem legale, permanente stofindtagelsesrum åbnede herefter på tværs af landet. Hvor der på Vesterbro før åbningen blev fundet op mod 10,000 kanyler om ugen var tallet, mindre end et år senere, faldet til under 1000.
Københavns Kommune finansierede herefter Fixelancen indtil udgangen af 2016, og i perioden 2020–2023 blev den videreført i privat regi af Antidote Danmark og Foreningen Minoritet.

## Kunst
Den danske kunstner Kenneth A. Balfelt, f. 1966, installerede, i en 16 dages periode i år 2002, et fixerum til narkomaner, i en gammel bunker på Halmtorvet i København.
Fixerummet skulle ses som en minimodel af virkeligheden som den kunne se ud for narkomanerne i området, hvis man lovliggjorde et sådant rum. kunne komme og få et bakteriefrit fix bistået af sygeplejersker, og ikke fixe i det offentlige rum, med brugte kanyler smidt på børnelegepladser og lignende til følge.
Fixerummet var ulovligt, og Kenneth Balfelt risikerede at blive straffet for det han selv kaldte: ”socialpolitisk kontekstrelateret funktionel kunst”. Fixerummet havde specielle åbningstider for det kunstinteresserede publikum, men i det daglige åbent for en almen deltagelse i debatten om Fixerummet.
Fixerummet, tilhører den type af kunstværker, som især har haft sin opblomstring inden for de sidste 10 års kunsthistorie. Relationel Æstetik kaldes genren, som fik sit navn af den franske teoretiker Nicolas Bourriaud i forbindelse med udstillingen Traffic i Bordeaux i 1996.
Med ordet æstetik mente Bourriaud, en til tiden tilpasset æstetik, hvor andre værdier end form og farve var dominerende, og dialogen med betragteren det vigtigste.
Den relationelle Æstetik er en genre under det udvidede kunstbegreb der opstod i 60èrne, hvor kunstnerne i højere grad inviterede betragteren til en større deltagelse.
Værkerne udviklede sig gennem årene til rene iscenesættelser/selviscenesættelser, der efterhånden vænnede publikum til en deltagelse og en medskaben.
Indenfor genren af relationel æstetik er denne deltagelse udvidet i en sådan grad, at der ikke er tale om et værk med mindre betragteren er en del af det, og har ført samtaler om det.